# Speyeria zerene
Espèce
Speyeria zerene est une espèce nord-américaine de lépidoptères de la famille des Nymphalidae et de la sous-famille des Heliconiinae.

## Dénomination
Speyeria zerene a été nommé par William John Swainson en 1827.
Synonymes : Argynnis monticola Behr, 1862; Argynnis zerene Dyar, 1903.

### Noms vernaculaires
Speyeria zerene se nomme « Zerene Fritillary » en anglais.

### Sous-espèces
- Speyeria zerene behrensii (Edwards, 1869) le Behren's silverspot
- Speyeria zerene bremnerii (Edwards, 1872) régions côtières de la Colombie-Britannique
- Speyeria zerene conchyliata (Comstock, 1925) dans l'Oregon.
- Speyeria zerene garretti (Gunder, 1932) dans le sud-est de la Colombie-Britannique
- Speyeria zerene gloriosa Moeck, 1957
- Speyeria zerene gunderi (Comstock, 1915)
- Speyeria zerene hippolyta (Edwards, 1879)
- Speyeria zerene malcomi (Comstock, 1920)
- Speyeria zerene myrtleae dos Passos & Grey, 1945, le Myrtle's silverspot
- Speyeria zerene picta (McDunnough, 1924) en Colombie-Britannique
- Speyeria zerene platina (Skinner, 1897)
- Speyeria zerene sinope dos Passos et Grey, 1945
- Speyeria zerene sordida (Wright, 1905)[1].

## Description
C'est un papillon de taille moyenne de couleur orange, orné de dessins marron. Le revers est marqué d'une ligne de taches triangulaire et de taches ovales argentées.
La détermination du papillon est très difficile car il est très variable et ressemble à plusieurs autres papillons. Cette variabilité est probablement liée au taux d’humidité de la zone où il vit. Plus la zone est humide et plus la coloration orangée ressort. La face supérieure de l’aile du papillon est ainsi orangée avec des marques noires. Le dessous de l’aile antérieure dispose d’une coloration orangée à rougeâtre mais la coloration peut légèrement varier en fonction des sous-espèces. L’envergure du papillon varie entre 50 et 64 mm.

### Chenille
La chenille est brun-orange à grise avec des taches noires. Une bande noire est également présente sur toute la longueur de la chenille.

## Biologie

### Période de vol et hivernation
Il vole en une génération entre juin et septembre suivant la localisation, en juillet et août au Canada,.

### Plantes hôtes
Les plantes hôtes sont des violettes, Viola adunca, Viola cuneata et Viola lobata.

## Écologie et distribution
Il est présent en Amérique du Nord dans l’ouest des États-Unis entre la côte de l’océan Pacifique et les montagnes Rocheuses Washington, Oregon, Utah, Idaho, Alaska, Est du Montana, Californie, Arizona, et Nouveau-Mexique mais aussi dans les provinces canadiennes de la Colombie-Britannique, de la Saskatchewan et de l’Alberta,.

### Biotope
Il réside dans les zones montagneuses et les prairies couvertes de fleurs dont il se nourrit.

### Protection
Speyeria zerene est noté vulnérable (VU) , deux sous-espèces Myrtle's silverspot et Behren's silverspot sont inscrites par l'United States Fish and Wildlife Service.